# المبادرة العالمية للتقارير
المبادرة العالمية للتقارير هي منظمة دولية مستقلة للمعايير، تساعد الشركات والحكومات والمنظمات الأخرى على فهم تأثيرها على قضايا -مثل تغير المناخ وحقوق الإنسان والفساد- وإعلانها.
تنشر العديد من الشركات تقارير الاستدامة، المعروفة أيضًا باسم المسؤولية الاجتماعية للشركات أو التقرير البيئي والاجتماعي والحوكمي، تحت ضغوط متزايدة من مختلف مجموعات أصحاب المصالح مثل الحكومات والمستهلكين والمستثمرين؛ لتكون أكثر شفافية بما يتعلق بآثارها البيئية والاقتصادية والاجتماعية. يساعد «إطار عمل المبادرة العالمية للتقارير لإعداد التقارير عن الاستدامة» الشركات على تحديد هذه المعلومات وجمعها وإعلانها بطريقة واضحة قابلة للمقارنة. أُطلق إطار كتابة التقارير عن الاستدامة في المبادرة العالمية للتقارير لأول مرة عام 2000، وتستخدمه -اليوم على نطاق واسع- المنظمات متعددة الجنسيات والحكومات والمؤسسات الصغيرة ومتوسطة الحجم والمنظمات غير الحكومية والمجموعات الصناعية في أكثر من 90 دولة. عام 2017، أعلنت 63 في المئة من أكبر 100 شركة، و75 في المئة من أكبر 250 شركة تطبيق إطار إعداد التقارير للمبادرة العالمية للتقارير.
أحدث أطر إعداد تقارير للمبادرة هي معايير المبادرة العالمية للتقارير التي أُطلقت في أكتوبر من العام 2016. طورها المجلس العالمي لمعايير الاستدامة حتى باتت تُعتبر اليوم من المعايير العالمية الأولى لإعداد التقارير عن الاستدامة، خاصةً أنها منفعة عامة مجانية. على عكس أطر إعداد التقارير السابقة، يوجد لأسس المبادرة العالمية للتقارير ومواصفاتها هيكلٌ معياري، ما يجعلها أسهل تحديثًا وتكيّفًا.

## التاريخ
شكلت مجموعة من المنظمات غير الربحية -تُعرف باسم «سيرس» التي تتخذ من الولايات المتحدة مقرًا لها- المبادرةَ العالمية للتقارير بالتعاون مع معهد تيلوس وبدعم  من برنامج الأمم المتحدة للبيئة عام 1997. أصدرت  المبادرة نسخة من «مشروع الكشف» عن المبادئ التوجيهية لإعداد التقارير عن الاستدامة عام 1999، والنسخة الكاملة الأولى عام 2000، ثم صدرت بعدها النسخة الثانية في مؤتمر القمة العالمي للتنمية المستدامة في جوهانسبرغ، حيث أُشير للمنظمة وللمبادئ التوجيهية في خطة التنفيذ التي وقعتها جميع الدول الأعضاء الحاضرة. في وقت لاحق من ذلك العام أصبحت المبادرة معهدًا دائمًا. نقلت المبادرة العالمية للتقارير مقر أمانتها إلى أمستردام في هولندا عام 2002. على الرغم من أنها مستقلة، تظل مركز تعاون لبرنامج الأمم المتحدة للبيئة، وتعمل بالتعاون مع المعاهدة العالمية للأمم المتحدة.

## الحوكمة
تشير تسمية المبادرة العالمية للتقارير إلى الشبكة العالمية التي تضم الآلاف من الأشخاص في جميع أنحاء العالم والتي تشكل معيارًا للتقارير، وتستخدمه في الكشف عن أداء الاستدامة لدى هؤلاء الأشخاص، أو تطلب استخدامه من قبل المؤسسات كأساس للكشف عن المعلومات، أو تشارك بنشاطات تهدف لتحسينه.
يدعم هذه الشبكة العالمية جانب مؤسسي من المبادرة العالمية للتقارير، ويتكون هذا الجانب من هيئات الإدارة التالية: مجلس الإدارة ومجلس أصحاب المصالح واللجنة الاستشارية الفنية وأصحاب المصالح التنظيميين إضافة للسكرتارية. تُمثَّل الدوائر الجغرافية والقطاعية المتنوعة في هيئات الإدارة هذه. 

## إرشادات إعداد التقارير

### المعايير
يهدف إطار المبادرة العالمية للتقارير إلى تمكين الأطراف الخارجية من تقييم التأثير البيئي لأنشطة شركة ما وسلسلة الإمداد الخاصة بها. ضُمنت الإرشادات الموحدة لإعداد التقارير المتعلقة بالبيئة في مجموعة من البروتوكولات الخاصة بالمبادرة. تتضمن مؤشرات الأداء معايير للطاقة والتنوع البيولوجي والانبعاثات. 

### مقاييس الحوكمة البيئية والاجتماعية وحوكمة الشركات
يهدف تقرير الاستدامة إلى توحيد التكاليف والفوائد -البيئية والاجتماعية والحوكمة المستمدة من أنشطة الشركات التي تعدّ تقاريرها وفقًا لذلك- واحتسابها. ستكوّن بعض الأمثلة على إجراءات إعداد التقارير الواجب استخدامها النتائجَ المحتسبة لانبعاثات ثاني أكسيد الكربون وظروف العمل والدفع والشفافية المالية وما شابه. 
لتقييم التأثير الاجتماعي الذي أحدثته المنظمة المُعدّة للتقرير، وُضعت معايير المبادرة العالمية للتقارير وفقًا لممارسات العمل الدولية والأثر البيئي من خلال إجراء تدقيق مستقل. وضعت المواصفة القياسية آي إس أو 14010 و آي إس أو 14011 و آي إس أو 14012 و آي إس أو 26000 معيارًا لتقييم التأثير البيئي، بينما تضع أو إتش إس آي إس 18001 نظامًا لإدارة مخاطر الصحة والسلامة. على سبيل المثال، تحدد الاتفاقيات الأساسية الثمانية لمنظمة العمل الدولية مجموعات اجتماعية أو فئات محددة تتطلب عناية خاصة: النساء والأطفال والعمال المهاجرين وأسرهم والأشخاص الذين ينتمون إلى أقليات قومية أو إثنية أو لغوية أو دينية والشعوب الأصلية والأشخاص ذوي الإعاقة. من أجل تطويق ظواهر «الغسل الأخضر» أو التقارير المزيفة، يمكن للمؤسسة المالية إجراء تدقيق مستقل للشركة المستثمر فيها أو الدخول في حوار مع الإدارة العليا للشركة المعنية.

### شركاء البيانات
يجمع شركاء بيانات المبادرة العالمية للتقارير، ويعالجون المعلومات حول تقارير المبادرة، ويعدّون تقارير الاستدامة بشكل عام، إضافة إلى ذلك، يشاركون بانتظام البيانات حول التقارير والمؤسسات التي أعدتها مع المبادرة، ويعملون أيضًا كمراكز رئيسة على الأرض، ويحددون اتجاهات إعداد التقارير في بلدانهم ومناطقهم. يُضاف التقرير والمعلومات المتعلقة بالمؤسسة التي أعدته إلى قاعدة بيانات الإفصاح عن الاستدامة في المبادرة العالمية للتقارير.

## الانتقادات والخلافات
من الانتقادات الشائعة للمبادرة العالمية للتقارير ولمبادئها التوجيهية هو أن تركيزها ينصب على عدد التقارير لا على نوعيتها أو قابليتها للاستخدام والتنفيذ. ينصب تركيزها  على حث الحكومات والبورصات باستمرار لمطالبة المزيد من المنظمات في جميع أنحاء العالم بإعداد تقارير الاستدامة، ويفضل أن يكون ذلك باستخدام إرشادات المبادرة نفسها. أعطى التركيز على الكمية بدل النوعية قيمةً للعلامة التجارية للمبادرة، لكنه أدى أيضًا إلى أن تصبح تلك التقارير مجرد محاولة لتبييض صفحات بعض الشركات؛ لأن تقاريرها لم تكن ذات قيمة.
عام 2013، أصدرت المبادرة العالمية للتقارير التحديث الذي طال انتظاره لإرشادات إعداد تقارير الاستدامة، لكن الملاحظ أن المشاكل التي كانت معروفة في الإرشادات لم تُحلّ بل بقيت على حالها. ما يثير القلق بشكل خاص هو تعامل المبادرة مع مبدأ إعداد التقارير المعروف باسم سياق الاستدامة، والذي دونه لا يمكن أن يكون هناك أي تقرير عن الاستدامة على الإطلاق.
كما تشير مبادرة البيانات العالمية لأكثر من عقد من الزمن، يجب أن تكون تقارير الاستدامة للشركات شاملة لسياق الاستدامة حتى تكون ذات مغزى. يجب أن تتضمن التقارير الآثار البيئية والآثار الاجتماعية المتعلقة باحتياجات الإنسان. في الوقت نفسه، تُقوّض قضايا حقوق الإنسان المهمة مثل حرية التعبير والخصوصية. ببساطة، لا يمكن أن يكون هناك أي كشف حقيقي لأداء الاستدامة ما لم يُضمّن السياق المذكور آنفًا فيه، تمامًا كما لا يمكن إعداد أي تقرير مالي دون ذكر التكاليف فيه.

## توجيهات المفوضية الأوروبية
في ديسمبر من العام 2014، تبنّت المفوضية الأوروبية توجيهًا جديدًا يلزم الشركات الكبرى متعددة الجنسيات بتقديم إفصاح غير مالي للأسواق. ينطبق القانون على الشركات العامة التي يعمل بها أكثر من 500 موظف. يتعين على الشركات التي تقدم مثل هذه التقارير تقديم تقارير عن المسائل البيئية والاجتماعية وتلك المتعلقة بالموظفين وحقوق الإنسان ومكافحة الفساد والرشوة. إضافة إلى ذلك، سيتعين على تلك الشركات الكبيرة وصف نموذج أعمالها، ونتائج السياسات -المتعلقة بالموضوعات المذكورة أعلاه- ومخاطرها، وسياسة التنوع المطبقة على الهيئات الإدارية والإشرافية.